# Ulrichshof
Koordinaten: 53° 32′ N, 13° 33′ O
Ulrichshof ist ein kleiner Ort in Mecklenburg-Vorpommern auf dem Gemeindegebiet von Groß Miltzow. Er liegt etwa 20 Kilometer östlich von Neubrandenburg.
Das Dorf liegt an der Kreisstraße zwischen dem Groß Miltzower Ortsteil Holzendorf und der Gemeinde Kublank. Die Anschlussstelle Friedland i. M. der Bundesautobahn 20 ist in drei Kilometern zu erreichen. Die Bahnstrecke Bützow–Szczecin verläuft etwa einen Kilometer südlich von Ulrichshof, der nächste Bahnhof liegt in Oertzenhof. Westlich des Ortes fließt in einem der wenigen Waldgebiete in der Umgebung die Zarow, nördlich der Milzower Bach. Die Ortsbebauung liegt etwa 85 Meter über NHN.
Der Ort entstand zwischen 1723 und 1723 als Meierei zum Gut Groß Miltzow. Ulrich Otto von Dewitz, der damalige Besitzer des Gutes, benannte ihn nach sich. Am 1. Januar 1973 wurde der Ort nach Groß Miltzow eingemeindet.
Zu DDR-Zeiten befand sich in Ulrichshof ein Funksendeamt der Nationalen Volksarmee.